# Il Lago (nella Fagosa)
Il Lago (nella Fagosa) este o arie protejată (arie specială de conservare — SAC, sit de importanță comunitară — SCI) din Italia întinsă pe o suprafață de 2,76 ha, integral pe uscat.

## Localizare
Centrul sitului Il Lago (nella Fagosa) este situat la coordonatele 39°54′17″N 16°14′19″E / 39.904722°N 16.238611°E.

## Înființare
Situl Il Lago (nella Fagosa) a fost declarat sit de importanță comunitară în septembrie 1995 pentru a proteja 3 specii de animale. Situl a fost protejat și ca arie specială de conservare în iunie 2017.

## Biodiversitate
Situată în ecoregiunea mediteraneană, aria protejată conține 2 habitate naturale: Lacuri eutrofice naturale cu vegetație de tip Magnopotamion sau Hydrocharition, Păduri de fag din Apenini cu Abies alba și păduri de fag cu Abies nebrodensis.
La baza desemnării sitului se află mai multe specii protejate:
- amfibieni (2): Bombina pachypus, Triturus carnifex
- reptile (1): țestoasa de baltă (Emys orbicularis)

Pe lângă speciile protejate, pe teritoriul sitului au mai fost identificate 1 specie de plante, 4 specii de amfibieni.